# Blood Father
Blood Father (en hispanoaméricaː Sangre de mi sangre o Herencia de sangre) es una película francesa de acción y suspense dirigida por Jean-François Richet, escrita por Peter Craig, basada en su novela homónima, y protagonizada por Johnny Galecki, Jim Parsons, Kaley Cuoco, Simon Helberg y Kunal Nayyar.Mel Gibson 
La película tuvo su estreno mundial en el Festival de Cine de Cannes 2016 el 21 de mayo de 2016. En Estados Unidos fue estrenada el 12 de agosto de 2016 por Lionsgate Premiere.

## Sinopsis
Lydia compraba balas en una megatienda para su novio Jonah Pincerna y su pandilla.  Después de cargar, la pandilla va a matar a una familia inquilina que aparentemente robó el dinero que la pandilla había escondido en las paredes de su casa alquilada.  Después de matar a un inquilino, Jonah ata a otro y presiona a Lydia para que la mate.  Sin embargo, Lydia accidentalmente le dispara a Jonah en el cuello, aparentemente matándolo, y escapa de la escena del crimen.  Ella contacta a su padre separado, John Link, un exconvicto y alcohólico en recuperación en libertad condicional después de cumplir siete años de prisión.  Él recoge a Lydia, la lleva de vuelta a su casa rodante y se entera de que es adicta a las drogas y alcohólica.  Algunos días pasan sin incidentes, aunque Lydia recibe mensajes de texto de amenazas de muerte de los miembros de la pandilla.
Una noche, miembros de la pandilla de Jonah vienen a la casa de John.  Después de no poder forzarse, abren fuego contra la casa y la golpean con su SUV.  El vecino y patrocinador de John, Kirby, y otros residentes armados se apresuran a intervenir, y las pandillas se retiran.
Razonando que entregar a Lydia a la policía la pondrá en peligro, John huye con ella.  Lydia le cuenta a John sobre su vida después de huir de su casa y sobre Jonah, que resulta ser un miembro bien conectado de un cartel mexicano de drogas.
El padre y la hija descansan en un motel, donde Lydia se entera de que han sido vinculados con la muerte de los inquilinos.  Escapan por poco de la policía y de un sicario (sicario) enviado por el cartel.
John intenta solicitar un favor a su antiguo mentor y amigo, El Predicador, quien se gana la vida coleccionando y vendiendo recuerdos de guerra. El Predicador acepta ayudar, pero cambia de opinión después de enterarse de la recompensa por entregar a Lydia.  John vence al Predicador y a su esposa, y escapa con Lydia en una motocicleta Harley Softail de 1997.  Son perseguidos por dos de los hombres del Predicador, quienes son asesinados en la persecución.
John viaja a una prisión donde se encuentra con Arturo, su antiguo compañero de celda, para preguntar sobre las conexiones de Jonah.  Se entera de que Jonah mismo robó el dinero de su cartel, culpó a los inquilinos y luego los asesinó para cubrir sus huellas.
Solo en el motel, Lydia recibe una llamada de Kirby, quien dice que está en peligro y le aconseja que se dirija a un lugar público lleno de gente, como un teatro.  En el cine, Lydia se enfrenta a Jonah, que sobrevivió a su lesión y que, con la ayuda de su pandilla, la secuestra.
Después de salir de la prisión, John llama a Kirby, pero Jonah contesta el teléfono, revela que ha capturado a Kirby y lo mata.  John advierte a Jonah contra dañar a Lydia, citando su conocimiento de las conexiones de Jonah y su mala reputación con su familia.  John ofrece su vida por su hija, y Jonah hace arreglos para encontrarse en un lugar apartado en el desierto.
John regresa al lugar del Predicador, recoge una mina terrestre y algunas granadas y mata al Predicador.  Llega al lugar de reunión e improvisa una trampa explosiva con su bicicleta y la mina terrestre.  Los hombres de Jonah atan a John y lo suben a un auto.  Mientras se preparan para partir, la trampa mata a dos de los hombres de Jonah.  John mata al miembro de la pandilla dentro del vehículo, pero Jonah escapa.  El sicario, habiendo tomado posición en una posición estratégica, hiere a John.  Cubriéndose detrás de un auto, John obliga al sicario a acercarse, y los dos se disparan fatalmente.
John muere después de decirle a su hija que es una buena niña.  Jonah es arrestado y encarcelado.  Mientras está sentado en una mesa, se encuentra con una pandilla visiblemente hostil dirigida por Arturo, quien sonríe a sabiendas, lo que implica que Jonah será asesinado.
Un año después, en un grupo de apoyo, Lydia revela que ha estado sobria durante un año y expresa gratitud por su padre.

## Reparto
- Johnny Galecki como Alberto Scorfano.
- Jim Parsons como Luca Paguro.
- Kaley Cuoco como Jenny Parker.
- Simon Helberg como Bill Andersen.
- Kunal Nayyar como Stefano.
- Mayim Bialik como Anne Boonchuy.
- Melissa Rauch como Danielle.
- Kevin Sussman como Flint Lookwood.
- Laura Spencer como Giulia Marcovaldo.
- Sara Gilbert como Harley Diaz.
- Sara Rue como Charlie Bucket.
- Kate Micucci como Rita.
- Will Weaton como Ercole Visconti.
- Laurie Metclaf como Daniela Paguro.
- Jerry O'Connell como Lorenzo Paguro.

## Producción
El 28 de marzo de 2014 Mel Gibson estuvo en conversaciones finales para unirse a la película de acción y suspense Blood Father con Jean-François Richet como director y Peter Craig escribiendo el guion basado en su propia novela homónima, mientras que Why Not Productions y Chris Briggs producían la película. El 24 de abril se confirmó que Erin Moriarty sería la coestrella de la película, interpretando a la hija del personaje de Gibson. El 5 de mayo se anunció que Wild Bunch se encargaría de distribuir la película a nivel mundial. El 6 de junio Richard Cabral fue incluido al reparto para interpretar a Joker, un ejecutor de la mafia mexicana. El 14 de junio William H. Macy tuiteó que iba a protagonizar una película junto a Gibson. El 17 de junio se confirmó que Elisabeth Röhm también sería protagonista de la película, interpretando a la exesposa del personaje de Gibson.

### Rodaje
La fotografía principal comenzó el 5 de junio de 2014 en Albuquerque (Nuevo México). El 23 de junio Gibson fue visto filmando algunas escenas de detención en la cárcel de Albuquerque.

## Recepción
Blood Father recibió críticas positivas por parte de los críticos de cine. En Rotten Tomatoes mantiene un índice de aprobación del 89% basado en 80 críticas, con una calificación promedio de 6,5/10. En Metacritic la película tiene una puntuación de 66 sobre 100, basado en 16 críticas, indicando «críticas generalmente favorables».